# Alsophila havilandii
Alsophila havilandii là một loài dương xỉ trong họ Cyatheaceae. Loài này được R.M.Tryon mô tả khoa học đầu tiên năm 1970.
Đây là loài bản địa của Borneo.